# 베라 (드라마)
《베라》(영어: Vera)는 2011년부터 현재까지 방영된 영국의 텔레비전 드라마이다.